# Auron
Auron – francuski ośrodek narciarski położony w regionie Prowansja-Alpy-Lazurowe Wybrzeże, w departamencie Alpy Nadmorskie. Leży w paśmie Alp Nadmorskich, części Alp Zachodnich, na wysokości od 1100 do 2474 m n.p.m. Najbliżej położoną miejscowością jest oddalone o parę kilometrów na północny wschód Saint-Étienne-de-Tinée. Najbliższym dużym miastem jest Nicea oddalona o około 64 km na południowy wschód.
Ośrodek oferuje 42 trasy o łącznej długości 135 km, a także snowpark. W 1982 r. odbyły się tutaj 1. Mistrzostwa Świata Juniorów w Narciarstwie Alpejskim.

## Galeria

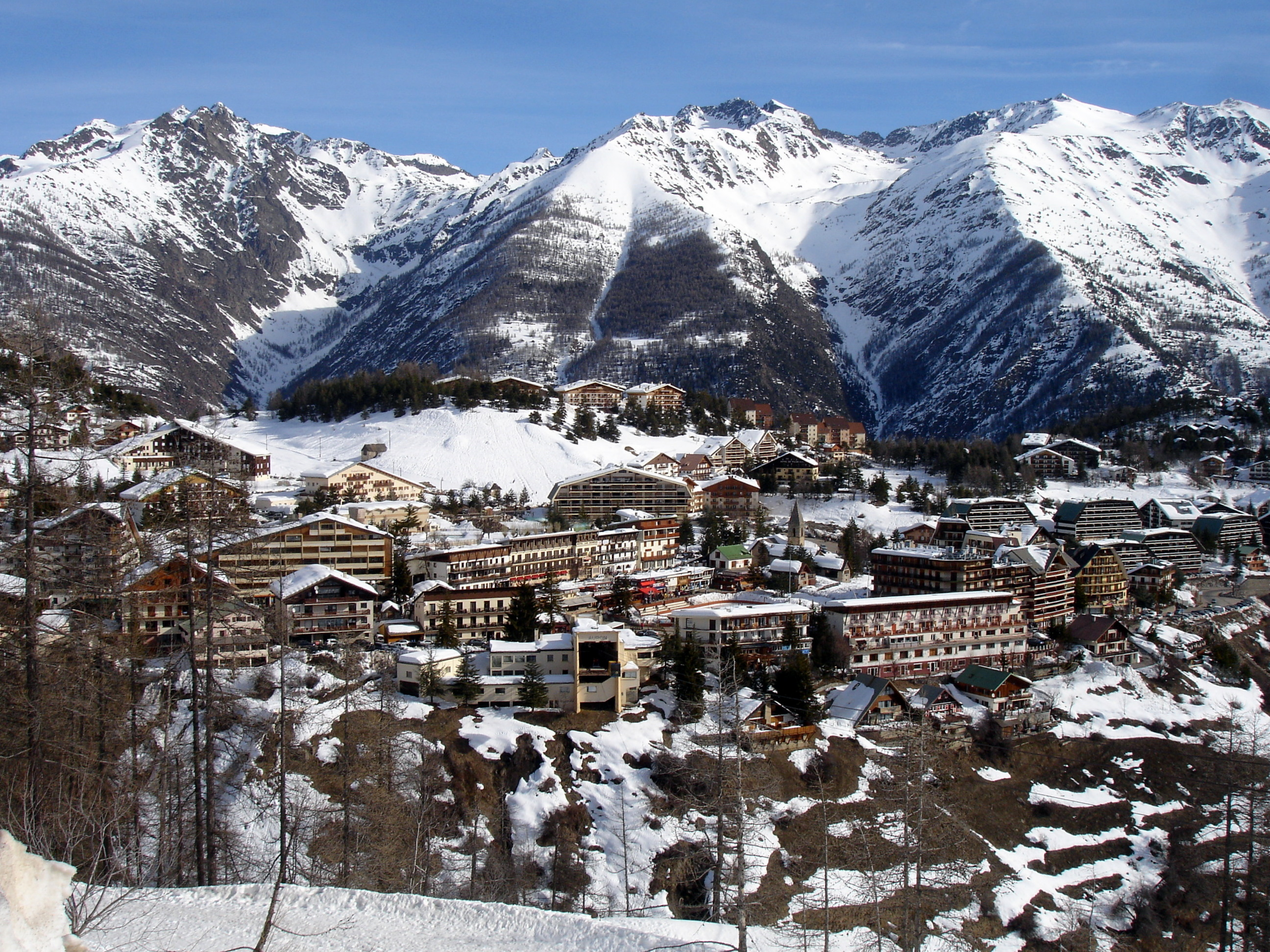
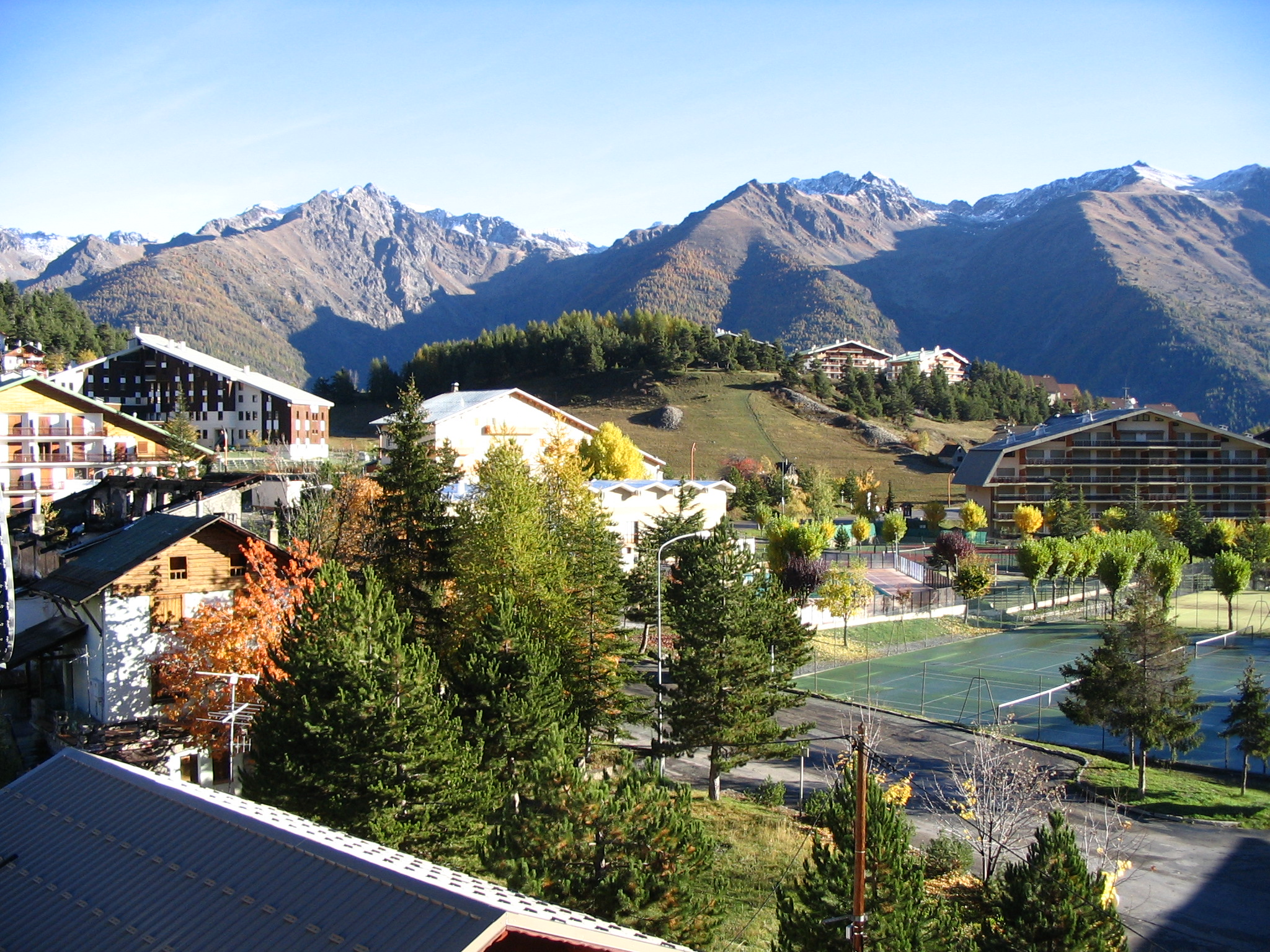
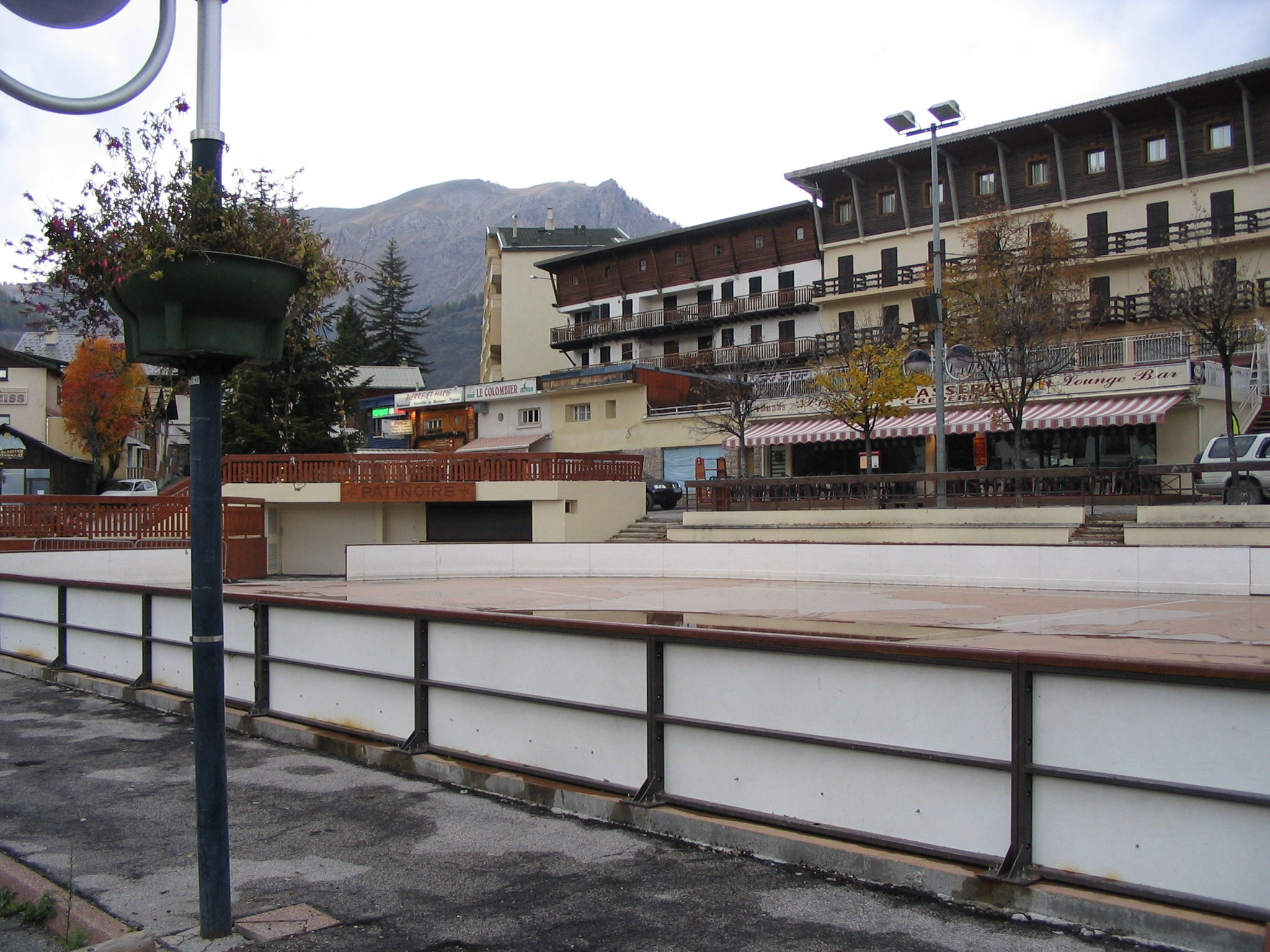